# Nenad Zimonjić
Nenad Zimonjić (en alphabet cyrillique serbe : Ненад Зимоњић ; en alphabet latin serbe : Nenad Zimonjić), né le 4 juin 1976 à Belgrade (Yougoslavie, actuelle Serbie), est un joueur de tennis serbe professionnel.

## Carrière
Il joue principalement en double, où il a remporté 54 tournois depuis le début de sa carrière. Il s'est associé en octobre 2007 au Canadien d'origine serbe Daniel Nestor (les 2 joueurs sont nés à Belgrade). Ensemble, ils ont remporté le tournoi de Wimbledon à deux reprises (2008 et 2009) et le tournoi de Roland-Garros en 2010, ainsi que la Masters Cup en 2008 et 2010. À la suite de cette première victoire, il est devenu numéro 1 mondial de double le 17 novembre 2008. En fin de saison 2010, il quitte Daniel Nestor pour coopérer avec Michaël Llodra.
Il a également gagné cinq titres du Grand Chelem en double mixte au cours sa carrière : à l'Open d'Australie en 2004 et 2008 (respectivement associé à Elena Bovina et Sun Tiantian), à Roland-Garros en 2006 et 2010 (avec Katarina Srebotnik) et à Wimbledon en 2014 (avec Samantha Stosur).
En 2009 et 2012, il contribue à la victoire de la Serbie à la Coupe du Monde par équipes aux côtés de Viktor Troicki et Janko Tipsarević. En 2010, il fait partie de l'équipe victorieuse de la Coupe Davis.
Il est ensuite capitaine de l'équipe de Serbie de Coupe Davis de 2017 à 2020,.

## Palmarès

### En double messieurs
| 54 titres en double | 3 G. Chelem | 3 G. Chelem | 3 G. Chelem | 3 G. Chelem | 2 Masters  | 2 Masters  | 2 Masters   | 2 Masters   | 15 Masters 1000 | 15 Masters 1000 | 15 Masters 1000 | 15 Masters 1000 | 17 ATP 500          | 17 ATP 500          | 17 ATP 500          | 17 ATP 500          | 17 ATP 250          | 17 ATP 250          | 17 ATP 250     | 17 ATP 250     | 0 JO           | 0 JO           | 0 JO           | 0 JO           |
| 54 titres en double | 31 sur dur  | 31 sur dur  | 31 sur dur  | 31 sur dur  | 31 sur dur | 31 sur dur | 4 sur gazon | 4 sur gazon | 4 sur gazon     | 4 sur gazon     | 4 sur gazon     | 4 sur gazon     | 16 sur terre battue | 16 sur terre battue | 16 sur terre battue | 16 sur terre battue | 16 sur terre battue | 16 sur terre battue | 3 sur moquette | 3 sur moquette | 3 sur moquette | 3 sur moquette | 3 sur moquette | 3 sur moquette |

## Victoires sur le top 100
Toutes ses victoires sur des joueurs classés dans le top 100 de l'ATP lors de la rencontre.
| Légende      |
| Grand Chelem |
| Masters 1000 |
| 500 Series   |
| 250 Series   |

| # | N.Z.   | Tournoi      | Année | Surface      | Adversaire       | Rang  | Tour     | Score                |
| - | ------ | ------------ | ----- | ------------ | ---------------- | ----- | -------- | -------------------- |
| 1 | no 266 | Wimbledon    | 1999  | Gazon        | Jeff Tarango     | no 95 | 2e tour  | 7-65, 1-6, 6-3, 7-66 |
| 2 | no 243 | Bâle         | 2001  | Moquette     | Fernando Vicente | no 56 | 1er tour | 4-6, 6-3, 6-2        |
| 3 | no 339 | Sankt Pölten | 2004  | Terre battue | Andre Agassi     | no 6  | 1er tour | 6-2, 7-66            |
| 4 | no 710 | Halle        | 2006  | Gazon        | Nicolas Kiefer   | no 26 | 1er tour | 61-7, 6-3, 6-4       |

Il compte également quatre victoires acquises dans des tournois Challenger : contre Franco Squillari, 63e à Laguna Hills en 1999, contre Ronald Agénor, 94e à Waikoloa en 2000, contre Olivier Rochus, 71e à Andrézieux en 2001 et contre Dmitri Toursounov, 21e à Sunrise en 2007.